# Октавії (рід)
Октавії  (лат. Octavii) — рід патриціїв, вершників та плебеїв-нобілів у Стародавньому Римі вольського походження з міста Велітр (нинішні Веллетрі у італійському Лаціо). Рід за царя Тарквінія I Давнього перебралася до Риму, де представники роду стають сенаторами завдяки розширенню сенату до 300 осіб за рахунок включення представників збіднілих родів. За царя Сервія Туллія визнані патриціями. Багато з них займали магістратури у Римській республіці, втім, значного впливу не мали. Посилення позицій Октавіїв пов'язано з фактом поріднення з Гаєм Юлієм Цезарем.
Когноменами Октавіїв були Руф, Бальб, Лігур, Ленат.

## Найвідоміші Октавії
- Гней Октавій Руф, квестор 230 року до н. е.
- Гней Октавій, військовий трибун 216 року до н. е.
- Гней Октавій, претор 203 року до н. е.
- Гай Октавій, консул 165 року до н. е., командувач флотом під час війни з Персеєм, царем Македонії.
- Марк Октавій, народний трибун 133 року до н. е., противник Тіберія Гракха.
- Гай Октавій Лампадіон, один з перших римських граматиків.
- Гней Октавій, консул 128 року до н. е.
- Гней Октавій, консул 87 року до н. е., прихильник Луція Сулли.
- Марк Октавій Лігур, народний трибун 82 року до н. е., сенатор
- Луцій Октавій Лігур, народний трибун 82 року до н. е.
- Гней Октавій, претор 61 року до н. е., батька імператора Октавіана Августа
- Луцій Октавій Бальб, противник II триувірату у 42 році до н. е.
- Гай Октавій (Октавіан Август) — імператор римський.
- Октавія Молодша, сестра імператора Октавіана Августа, дружина Марка Антонія.
- Юлія Октавія, донька імператора Октавіана Августа.
- Квінт Октавій Авіт, критик, зневажник поета Вергілія.
- Сервій Октавій Ленат Понтіан, консул 131 року.